# Fußball-Club Augsburg 1907 2003-2004
Questa voce raccoglie le informazioni riguardanti il Fußball-Club Augsburg 1907 nelle competizioni ufficiali della stagione 2003-2004.

## Stagione
Nella stagione 2003-2004 l'Augusta, allenato da Ernst Middendorp, Co-Kurt Kowarz e Armin Veh, concluse il campionato di Regionalliga sud al 4º posto.

## Rosa
| N. |                               | Ruolo | Calciatore          |
| -- | ----------------------------- | ----- | ------------------- |
| 1  | Croazia (bandiera)            | P     | Zdenko Miletić      |
| 2  | Germania (bandiera)           | D     | Ingo Feistle        |
| 3  | Germania (bandiera)           | D     | Sören Dreßler       |
| 4  | Germania (bandiera)           | D     | Uwe Ehlers          |
| 5  | Germania (bandiera)           | D     | Christian Alder     |
| 6  | Macedonia del Nord (bandiera) | C     | Ajet Abazi          |
| 7  | Germania (bandiera)           | C     | Jörg Bode           |
| 8  | Germania (bandiera)           | A     | Carl Collins        |
| 9  | Serbia (bandiera)             | A     | Vladimir Manislavic |
| 10 | Germania (bandiera)           | C     | Mirko Soltau        |
| 11 | Croazia (bandiera)            | A     | Vlado Papić         |
| 12 | Germania (bandiera)           | D     | János Radoki        |
| 13 | Germania (bandiera)           | D     | Michael Wenczel     |
| 14 | Croazia (bandiera)            | D     | Saša Janić          |
| 15 | Albania (bandiera)            | C     | Armando Zani        |
| 16 | Benin (bandiera)              | A     | Yacoubou Achirou    |

| N. |                     | Ruolo | Calciatore            |
| -- | ------------------- | ----- | --------------------- |
| 17 | Senegal (bandiera)  | A     | Miguel Coulibaly      |
| 18 | Germania (bandiera) | D     | Domenico Sbordone     |
| 18 | Germania (bandiera) | C     | André Hofschneider    |
| 19 | Germania (bandiera) | C     | Markus Thorandt       |
| 20 | Germania (bandiera) | C     | Daniel Damm           |
| 21 | Germania (bandiera) | D     | Thomas Reis           |
| 22 | Croazia (bandiera)  | D     | Ivan Konjevic         |
| 23 | Germania (bandiera) | D     | Alexander Strehmel    |
| 25 | Germania (bandiera) | P     | Christian Krieglmeier |
| 26 | Germania (bandiera) | D     | Marco Löring          |
| 27 | Germania (bandiera) | C     | Jörg Reeb             |
| 28 | Germania (bandiera) | C     | Robert Strauß         |
| 29 | Germania (bandiera) | C     | Marco Haller          |
| 30 | Nigeria (bandiera)  | A     | Christian Okpala      |
|    | Germania (bandiera) | P     | Sebastian Steidle     |

## Organigramma societario
Area tecnica
- Allenatore: Armin Veh
- Allenatore in seconda: Kurt Kowarz
- Preparatore dei portieri:
- Preparatori atletici:
- Analisi video:

## Calciomercato

### Sessione estiva
| Acquisti | Acquisti        | Acquisti              | Acquisti |
| R.       | Nome            | da                    | Modalità |
| -------- | --------------- | --------------------- | -------- |
| A        | Carl Collins    | Ansbach               |          |
| C        | Daniel Damm     | Darmstadt             |          |
| A        | Ersin Demir     | Chemnitz              |          |
| D        | Uwe Ehlers      | Monaco 1860           |          |
| A        | Vlado Papić     | Jahn Ratisbona        |          |
| D        | Thomas Reis     | Bochum                |          |
| D        | Michael Wenczel | Eintracht Francoforte |          |

| Cessioni | Cessioni        | Cessioni        | Cessioni |
| R.       | Nome            | a               | Modalità |
| -------- | --------------- | --------------- | -------- |
| A        | Kreso Kovacec   | Elversberg      |          |
| P        | Markus Miller   | Karlsruhe II    |          |
| A        | René Müller     | Rot-Weiß Erfurt |          |
| D        | Vitus Nagorny   | Wehen Wiesbaden |          |
| D        | Christian Prest | Magdeburgo      |          |

### Sessione invernale
| Acquisti | Acquisti           | Acquisti       | Acquisti |
| R.       | Nome               | da             | Modalità |
| -------- | ------------------ | -------------- | -------- |
| D        | Alexander Strehmel | Unterhaching   |          |
| D        | Saša Janić         | Unterhaching   |          |
| A        | Christian Okpala   | Unterhaching   |          |
| D        | Domenico Sbordone  | Reutlingen     |          |
| P        | Sebastian Steidle  | Augusta U19    |          |
| C        | Armando Zani       | Jahn Ratisbona |          |

| Cessioni | Cessioni     | Cessioni               | Cessioni |
| R.       | Nome         | a                      | Modalità |
| -------- | ------------ | ---------------------- | -------- |
| C        | Patrick Bick | Eintracht Braunschweig |          |
| A        | Ersin Demir  | Erzgebirge Aue         |          |

## Risultati

### Regionalliga

#### Girone di andata
| Arbitro: | Polony |

|           |           |  |
| Mason 70’ | Marcatori |  |

| Arbitro: | Brych |

|                                |           |           |
| Papić 4’ Löring 54’ Ehlers 72’ | Marcatori | 63’ Hampl |

| Arbitro: | Wagner |

|                         |           |  |
| Demir 28’, 74’ Damm 86’ | Marcatori |  |

| Arbitro: | Kristek |

|                                       |           |          |
| Schnetzler 9’ Blessin 47’ Gmünder 76’ | Marcatori | 1’ Papić |

| Arbitro: | Stark |

|                                |           |  |
| Coulibaly 6’ Bick 89’ Reeb 90’ | Marcatori |  |

| Arbitro: | Pickel |

|           |           |  |
| Weber 72’ | Marcatori |  |

| Arbitro: | Fleischer |

|                        |           |  |
| Löring 32’ Wenczel 79’ | Marcatori |  |

| Arbitro: | Weiner |

|            |           |  |
| Müller 16’ | Marcatori |  |

| Arbitro: | Sippel |

|  |           |            |
|  | Marcatori | 67’ Löhner |

| Arbitro: | Fandel |

|                           |           |                             |
| El-Idrissi 35’ Hagner 42’ | Marcatori | 13’, 64’ Coulibaly 69’ Reeb |

| Arbitro: | Steinborn |

|          |           |               |
| Damm 89’ | Marcatori | 36’ Hentschke |

| Monaco di Baviera 18 ottobre 2003, ore 13:30 CEST 12ª giornata | Bayern Monaco II | 0 – 0 referto | Augusta | Grünwalder Stadion (1 000 spett.)\| Arbitro: \| Raquet \| |
| Arbitro:                                                       | Raquet           |               |         |                                                           |

| Arbitro: | Kircher |

|  |           |                              |
|  | Marcatori | 2’ (aut.) Löring 16’ Nauroth |

| Arbitro: | Sahler |

|                           |           |          |
| Malchow 22’ Milchraum 60’ | Marcatori | 64’ Bick |

| Arbitro: | Hofmann |

|                            |           |  |
| Papić 18’ Wenczel 28’, 66’ | Marcatori |  |

| Arbitro: | Kempter |

|                                           |           |          |
| Barletta 3’ (rig.) Türker 31’, 49’ (rig.) | Marcatori | 85’ Bode |

| Arbitro: | Kammerer |

|                                          |           |                          |
| Coulibaly 28’, 43’ Dreßler 32’ Demir 56’ | Marcatori | 59’ Anane 89’ Zimmermann |

#### Girone di ritorno
| Arbitro: | Brombacher |

|                           |           |           |
| Coulibaly 35’ Wenczel 58’ | Marcatori | 67’ Mason |

| Arbitro: | Wagner |

|                                                   |           |            |
| Hampl 13’, 40’ Schiller 22’ (rig.) Rosenwirth 80’ | Marcatori | 64’ Löring |

| Arbitro: | Drees |

|  |           |            |
|  | Marcatori | 32’ Ehlers |

| Arbitro: | Sahler |

|                                  |           |             |
| Löring 9’ Coulibaly 24’ Zani 79’ | Marcatori | 87’ Blessin |

| Arbitro: | Welz |

|              |           |                 |
| Guščinas 70’ | Marcatori | 45’ (rig.) Reis |

| Arbitro: | Sinn |

|          |           |  |
| Reis 39’ | Marcatori |  |

| Arbitro: | Schmidt |

|                                      |           |                                     |
| Simon 3’ Sprecakovic 32’ Nagorny 38’ | Marcatori | 23’ Reis 61’ Wenczel 83’ Manislavic |

| Arbitro: | Kempter |

|                |           |             |
| Manislavic 52’ | Marcatori | 68’ Richter |

| Arbitro: | Maier |

|                       |           |                         |
| Kolinger 9’ Miedl 40’ | Marcatori | 61’ Zani 80’ Manislavic |

| Arbitro: | Trautmann |

|                                     |           |  |
| Haller 44’ Wenczel 51’ Konjevic 85’ | Marcatori |  |

| Arbitro: | Steinborn |

|                          |           |           |
| Seeber 33’ Schmiedel 51’ | Marcatori | 80’ Abazi |

| Arbitro: | Pickel |

|            |           |  |
| Okpala 27’ | Marcatori |  |

| Arbitro: | Trautmann |

|                                      |           |  |
| Schlabach 54’ van Buskirk 68’ (rig.) | Marcatori |  |

| Arbitro: | Kristek |

|                          |           |                |
| Coulibaly 10’ Okpala 67’ | Marcatori | 72’, 85’ Mesic |

| Arbitro: | Sinn |

|  |           |                                            |
|  | Marcatori | 66’ (rig.) Zani 80’ Thorandt 86’ Coulibaly |

| Arbitro: | Kammerer |

|            |           |                      |
| Löring 87’ | Marcatori | 15’ Müller 20’ Budtz |

| Arbitro: | Dingert |

|  |           |                                                           |
|  | Marcatori | 8’ Thorandt 30’ Coulibaly 39’ Löring 42’, 65’, 76’ Okpala |

## Statistiche

### Statistiche di squadra
| Competizione     | Punti | In casa | In casa | In casa | In casa | In casa | In casa | In trasferta | In trasferta | In trasferta | In trasferta | In trasferta | In trasferta | Totale | Totale | Totale | Totale | Totale | Totale | DR  |
| Competizione     | Punti | G       | V       | N       | P       | Gf      | Gs      | G            | V            | N            | P            | Gf           | Gs           | G      | V      | N      | P      | Gf     | Gs     | DR  |
| ---------------- | ----- | ------- | ------- | ------- | ------- | ------- | ------- | ------------ | ------------ | ------------ | ------------ | ------------ | ------------ | ------ | ------ | ------ | ------ | ------ | ------ | --- |
| Regionalliga sud | 52    | 17      | 11      | 3       | 3       | 33      | 14      | 17           | 4            | 4            | 9            | 24           | 27           | 34     | 15     | 7      | 12     | 57     | 41     | +16 |
| Totale           | 52    | 17      | 11      | 3       | 3       | 33      | 14      | 17           | 4            | 4            | 9            | 24           | 27           | 34     | 15     | 7      | 12     | 57     | 41     | +16 |

### Andamento in campionato
| Giornata  | 1  | 2 | 3 | 4 | 5 | 6 | 7 | 8 | 9 | 10 | 11 | 12 | 13 | 14 | 15 | 16 | 17 | 18 | 19 | 20 | 21 | 22 | 23 | 24 | 25 | 26 | 27 | 28 | 29 | 30 | 31 | 32 | 33 | 34 |
| --------- | -- | - | - | - | - | - | - | - | - | -- | -- | -- | -- | -- | -- | -- | -- | -- | -- | -- | -- | -- | -- | -- | -- | -- | -- | -- | -- | -- | -- | -- | -- | -- |
| Luogo     | T  | C | C | T | C | T | C | T | C | T  | C  | T  | C  | T  | C  | T  | C  | C  | T  | T  | C  | T  | C  | T  | C  | T  | C  | T  | C  | T  | C  | T  | C  | T  |
| Risultato | P  | V | V | P | V | P | V | P | P | V  | N  | N  | P  | P  | V  | P  | V  | V  | P  | V  | V  | N  | V  | N  | N  | N  | V  | P  | V  | P  | N  | V  | P  | V  |
| Posizione | 12 | 7 | 5 | 8 | 4 | 6 | 4 | 6 | 8 | 5  | 7  | 6  | 10 | 12 | 10 | 12 | 10 | 7  | 9  | 7  | 4  | 5  | 4  | 4  | 4  | 5  | 3  | 5  | 5  | 5  | 5  | 4  | 4  | 4  |

Legenda:

Luogo: C = Casa; T = Trasferta. Risultato: V = Vittoria; N = Pareggio; P = Sconfitta.

### Statistiche dei giocatori
| A. Abazi        | 22 | 1  | 5 | 0 |
| Y. Achirou      | 0  | 0  | 0 | 0 |
| C. Alder        | 18 | 0  | 4 | 1 |
| P. Bick         | 10 | 2  | 0 | 1 |
| J. Bode         | 33 | 1  | 3 | 0 |
| M. Breitkreutz  | 8  | 0  | 1 | 0 |
| C. Collins      | 8  | 0  | 0 | 0 |
| M. Coulibaly    | 27 | 10 | 5 | 0 |
| D. Damm         | 20 | 2  | 1 | 0 |
| E. Demir        | 16 | 3  | 1 | 0 |
| S. Dreßler      | 7  | 1  | 0 | 0 |
| U. Ehlers       | 27 | 2  | 3 | 0 |
| I. Feistle      | 0  | 0  | 0 | 0 |
| M. Haller       | 14 | 1  | 1 | 0 |
| A. Hofschneider | 1  | 0  | 0 | 0 |
| S. Janić        | 7  | 0  | 0 | 0 |
| I. Konjevic     | 23 | 1  | 4 | 0 |
| C. Krieglmeier  | 5  | 0  | 1 | 0 |
| M. Löring       | 30 | 6  | 6 | 1 |
| V. Manislavic   | 8  | 3  | 2 | 0 |
| Z. Miletić      | 29 | 0  | 1 | 0 |
| C. Okpala       | 9  | 5  | 1 | 0 |
| V. Papić        | 17 | 3  | 1 | 0 |
| J. Radoki       | 0  | 0  | 0 | 0 |
| J. Reeb         | 21 | 2  | 3 | 0 |
| T. Reis         | 27 | 3  | 3 | 0 |
| D. Sbordone     | 15 | 0  | 2 | 0 |
| M. Soltau       | 2  | 0  | 0 | 0 |
| S. Steidle      | 0  | 0  | 0 | 0 |
| R. Strauß       | 1  | 0  | 0 | 0 |
| A. Strehmel     | 5  | 0  | 0 | 0 |
| M. Thorandt     | 20 | 2  | 4 | 1 |
| M. Wenczel      | 26 | 6  | 4 | 0 |
| A. Zani         | 14 | 3  | 3 | 0 |